# ایکر اندابرنا
ایکر اندابرنا (انگلیسی: Iker Undabarrena؛ زادهٔ ۱۸ مهٔ ۱۹۹۵) بازیکن فوتبال اهل اسپانیا است.
از باشگاه‌هایی که در آن بازی کرده‌است می‌توان به باشگاه فوتبال توندلا، باشگاه فوتبال اتلتیک بیلبائو، باشگاه فوتبال سابادل، باشگاه ورزشی تنریف، و باشگاه فوتبال اتلتیک بیلبائو بی اشاره کرد.
وی همچنین در تیم‌های ملی فوتبال زیر ۱۶ سال اسپانیا و زیر ۱۷ سال اسپانیا بازی کرده‌است.